# Emmanuelle Ménard
Pour les articles homonymes, voir Ménard.
Cet article possède un paronyme, voir Emmanuel Ménard.
Emmanuelle Ménard, aussi connue sous son nom de naissance Emmanuelle Duverger, née le 15 août 1968 à Lille (Nord), est une journaliste et femme politique française.
Mariée à Robert Ménard qu'elle rencontre en 2000, elle accompagne son parcours journalistique puis politique. Lors des élections législatives de 2017, elle est élue députée dans la 6e circonscription de l'Hérault avec le soutien du Front national (FN), de Debout la France (DLF), de Souveraineté, identité et libertés (SIEL), du Centre national des indépendants et paysans (CNIP) et du Mouvement pour la France (MPF). Depuis 2020, elle est également conseillère municipale de Béziers, dont Robert Ménard est maire, et conseillère communautaire de Béziers Méditerranée. En juin 2022, elle est réélue députée sous l'étiquette « divers droite », bien que financièrement rattachée au Rassemblement national pour l'année 2022. Elle siège comme non-inscrite.
Elle est battue par le candidat investi par le RN, Julien Gabarron, lors des élections législatives de 2024.

## Biographie

### Jeunesse et études
Originaire du Nord, Emmanuelle Duverger est issue d'une famille de quatre enfants. Elle est la fille d'une femme au foyer devenue bibliothécaire et d’un cadre commercial dans le secteur pétrolier. Elle grandit dans un milieu de classe moyenne,.
Elle suit des études de droit à l'université Lille-II, puis à l'université Panthéon-Sorbonne. 

### Parcours professionnel
Elle entre à la Fédération internationale des droits de l'homme (FIDH), où elle devient responsable du secteur Afrique au milieu des années 1990, puis dirige le département Justice internationale,. Elle participe notamment à la rédaction de l’argumentaire de la FIDH lors du procès du général Paul Aussaresses, tout en jugeant « scandaleux de faire un procès à l’éditeur » ayant publié ses témoignages d'actes de torture lors de la guerre d’Algérie.
En 2000, elle rencontre Robert Ménard, alors président de Reporters sans frontières (RSF), lors d'un sommet de la francophonie à Bamako (Mali). Ils se marieront et auront une fille. Ensemble, ils collaborent à l'écriture de plusieurs livres ; La Censure des bien-pensants (2003) et Vive Le Pen (2011) ainsi qu'à la revue trimestrielle Médias pour « donner la parole à des gens qui ne l'avaient pas forcément ailleurs », comme l'humoriste antisémite Dieudonné et l'idéologue d'extrême droite Alain Soral[réf. nécessaire]. Le magazine disparaît en 2012.
Elle quitte la FIDH en 2003, affirmant que celle-ci a peu apprécié la concurrence incarnée par Robert Ménard à la tête de RSF.
Rédactrice en chef du site internet Boulevard Voltaire, elle enseigne depuis 2014 à l'Institut des hautes études de journalisme de Montpellier, où elle donne des classes de maître,. Elle gère pendant un temps les éditions Mordicus et publie le livre de Bruno Gaccio et Dieudonné, en 2010, Peut-on tout dire?, réponse au livre de Raoul Vaneigem, Rien n'est sacré, tout peut se dire, préfacé, en 2003, par Robert Ménard, critiquant la loi Gayssot et défendant la liberté d'expression des négationnistes[réf. nécessaire].
Elle incite son mari à se présenter aux élections municipales à Béziers. Bien qu'elle n'ait aucun rôle officiel auprès de lui à la mairie, elle participe largement aux prises de décision de ce dernier, inspirant notamment l’installation d'une crèche dans l’hôtel de ville pour les fêtes de Noël en 2014.
À son tour influencée par son mari, Emmanuelle Duverger se porte candidate aux élections législatives de 2017 dans la 6e circonscription de l'Hérault, avec le soutien du Front national (FN), de Debout la France (DLF), de Souveraineté, identité et libertés (SIEL), du Centre national des indépendants et paysans (CNIP) et du Mouvement pour la France (MPF),,. À l'issue du second tour, elle l'emporte avec 53,49 % des suffrages. Elle est la seule députée d'extrême droite élue lors de ces législatives qui n'a jamais eu de mandat auparavant et qui n'adhère à aucun parti. Elle prend alors publiquement le nom d'Emmanuelle Ménard.
À l'Assemblée, elle siège parmi les non-inscrits et à la commission des Affaires économiques. Son rattachement au titre du financement de la vie politique est au Front national, devenu Rassemblement national.
Elle se distingue de la plupart des députés FN, dont certains la critiquent anonymement, par une plus grande activité à l'Assemblée,. Après six mois de législature, elle est la 47e députée la plus active selon le classement établi par Capital. Après un an de législature, L'Opinion estime qu'elle « s’est imposée [...] comme l’une des figures les plus présentes dans l’hémicycle » : « Emmanuelle Ménard manque rarement une séance publique, nuits et week-end compris ». Elle reconnaît qu'elle « essaie d'être sur tous les textes » mais que « c'est beaucoup de temps perdu » : sur 1 445 amendements qu'elle a proposés entre le début du mandat et la mi-juillet 2019, 11 ont été adoptés. Elle reconnaît bénéficier de l'appui technique des services de la ville de Béziers pour préparer certains dossiers.
Figurant sur la liste de son mari pour les élections municipales de 2020 à Béziers, elle est élue conseillère municipale et communautaire. Il est annoncé avant l'élection qu'elle ne touchera pas d'indemnité pour ce mandat.
Lors des élections législatives de 2022, elle est candidate à sa succession et remporte l'élection au second tour avec 69,83% des suffrages exprimés. Elle prend ses distances avec le Rassemblement national, et se présente sous l'étiquette « divers droite ». Le RN ne présente cependant pas de candidat face à elle. Elle est battue lors des élections législatives de 2024 par le candidat RN Julien Gabarron.

## Ligne politique

### Union des droites
Elle indique avoir voté pour Nicolas Sarkozy en 2007 et 2012, comme son époux.
Partisane de l'« union des droites » (c’est-à-dire entre la droite et le Rassemblement national), elle applaudit parfois le groupe Les Républicains à l'Assemblée, et met en avant ses convergences avec Laurent Wauquiez,.
En accord avec Marine Le Pen, elle prend contact, au début de la législature, avec les équipes de Nicolas Dupont-Aignan et de Jacques Bompard (qui laisse ensuite sa place à sa suppléante, Marie-France Lorho) afin de constituer un groupe parlementaire. En octobre 2017, elle participe au lancement des « Amoureux de la France », une plateforme dont Nicolas Dupont-Aignan est à l'initiative et destinée à rassembler les droites au-delà des clivages partisans. En juillet 2018, L'Express indique que « les échanges sont fréquents » entre elle et Nicolas Dupont-Aignan : à l'occasion de l'examen de projet de réforme constitutionnelle, ils cosignent ensemble une quinzaine d'amendements.
Elle est dépositaire des appellations « Union des droites » et « Quand on veut on peuple » auprès de l'Institut national de la propriété industrielle (INPI).

### Mœurs
Mediapart affirme qu'elle « défend des positions très conservatrices sur la famille ». Catholique pratiquante, elle est militante de La Manif pour tous, ; elle commande à Frigide Barjot l'ouvrage Touche pas à mon sexe !, paru en janvier 2013 chez Mordicus dans le contexte de la mobilisation contre le mariage homosexuel. Libération l'a décrite comme une « catholique militante proche de la nébuleuse Civitas » ; elle dément une telle proximité, de même que celle qu'on lui prête avec l'institut de formation catholique ICHTUS, et rejette le qualificatif d'intégriste,. Elle indique avoir « le plus grand mal avec une bonne partie de ces prêtres biberonnés à Vatican II », et présente l'Église contemporaine comme « une officine pro-migrants ». Le couple Ménard est proche d'Antoine de Rochebrune, responsable de l'Opus Dei en France,.
Peu après son élection comme députée, elle déclare lors d'une interview que, selon elle, un enfant élevé par un couple homosexuel aura plus de « difficultés dès le départ », ce qui lui attire des critiques. Elle se défend alors d'être homophobe et affirme qu'« il faut revenir à la nature, tout simplement, à mère Nature qui depuis une éternité, depuis le début de l'Humanité, a fait en sorte que pour faire un enfant, il faut une mère et un père, il faut un homme et une femme ».
Dans le même temps, elle salue le « symbole magnifique » que représente Simone Veil, récemment décédée, qui « pourrait avoir sa place au Panthéon » selon elle. Elle estime cependant que l'esprit de la loi Veil sur l'IVG « n'est pas celui qu'elle souhaitait quand elle l'avait présentée en 1974 » et estime qu'« on a tendance à le généraliser, à le banaliser », appelant à proposer « toutes les solutions possibles et pas seulement l'IVG », aux femmes enceintes.
Elle est opposée à la procréation médicalement assistée (PMA) pour les couples de lesbiennes et les femmes seules.
En mai 2018, elle s'oppose à la création d’une contravention d’« outrage sexiste » pour les faits de harcèlement dans l’espace public, regrettant « une chasse à l’homme » qui interdit « une certaine gauloiserie qui n’a rien de comparable à un harcèlement ».

### Divers
Comme son époux, Robert Ménard, elle défend la liberté d'expression selon une ligne très proche de celle du premier amendement de la Constitution des États-Unis et souhaite notamment l’abrogation de la loi Gayssot.
Elle plaide pour un arrêt complet de l'immigration, en dehors des réfugiés. En 2022, elle indique ne plus défendre la suppression de l’aide médicale d'État, après l'avoir demandée deux fois au début de son mandat de députée.
En février 2018, elle dépose, avec Marie-France Lorho, une proposition de loi visant à la reconnaissance officielle comme crimes de guerre, crimes contre l’humanité et génocide les tueries commises en Vendée entre 1793 et 1794 ; il s'agit de la quatrième tentative de cet ordre depuis 2007,.
En mai 2018, elle dépose une proposition de loi visant l'interdiction des pailles en plastique dans un souci de protection de l'environnement.
En juillet 2019, à l'occasion de sa venue à l'Assemblée nationale, elle déclare sur Twitter que Greta Thunberg « mériterait une bonne fessée », ce qui conduit à la suspension de son compte,.

## Ouvrages

### Auteur
- Emmanuelle Duverger et Robert Ménard, La Censure des bien-pensants, éditions Albin Michel, 2003, 165 p. (ISBN 978-2-226-13614-5)
- Les Droits de l'homme, Toulouse, éditions Milan, 2008, 63 p. (ISBN 978-2-7459-3317-1)
- Emmanuelle Duverger, Gérard Poussin, Claire Brisset et Catherine Dolto, Pour ou contre la garde alternée ?, Paris, éditions Mordicus, 2010, 103 p. (ISBN 978-2-918414-36-0)
- Élie Arié, Jacques Boulet et Emmanuelle Duverger, Pour ou contre l'homéopathie ?, Paris, Mordicus, 2010, 98 p. (ISBN 978-2-918414-32-2)
- Emmanuelle Duverger et Robert Ménard, Vive Le Pen !, Paris, éditions Mordicus, 2011, 32 p. (ISBN 978-2-918414-27-8)

### Éditrice
- Faut-il être plus sévère avec nos enfants ? avec Edwige Antier, 2008, Éditions du Panama - Éditions Mordicus,  (ISBN 2-7557-0404-7)
- Peut-on tout dire ?, entretiens avec Dieudonné et Bruno Gaccio, recueillis par Philippe Gavi et Robert Ménard, Éditions Mordicus, 4 mars 2010, 100 pages,  (ISBN 978-2-9184-1400-1).